# Népszava
Népszava (/ˈneːpsɒvɒ/) est un quotidien hongrois fondé en 1873 comme organe officiel du Parti social-démocrate de Hongrie (Magyarországi Szociáldemokrata Párt, MSzDP).
À partir de 1911, Mihály Bíró en est le directeur artistique. Il est l'auteur de la fameuse affiche dite de « l'ouvrier en rouge abattant sa massue » (vers 1918).
Le journaliste György Gál, y travaillera durant un an (1943-1944). Devenu entre-temps le journal des syndicats de la république populaire de Hongrie après 1948, il est privatisé lors du changement de régime en 1989 mais reste dans le giron de la gauche social-démocrate. Il est considéré comme un soutien inconditionnel du Parti socialiste hongrois (Magyar Szocialista Párt, MSzP). Son nom signifie « Voix du peuple ».
En octobre 2016, Marquard Media (de) devient le nouveau propriétaire des droits d'édition du journal,.